# Plectroscapoides
Plectroscapoides is een kevergeslacht uit de familie van de boktorren (Cerambycidae). De wetenschappelijke naam van het geslacht werd voor het eerst geldig gepubliceerd in 1996 door Teocchi.

## Soorten
Plectroscapoides is monotypisch en omvat slechts de volgende soort:
- Plectroscapoides multituberculatus Teocchi, 1996